# Implementazione di riferimento
Nel ciclo di vita del software l'implementazione di riferimento è lo standard considerato come riferimento in base a cui tutte le altre implementazioni dello stesso standard sono valutate e rispetto alla quale tutti i miglioramenti sono aggiunti. 
Un'implementazione di riferimento è, in generale, l'implementazione di una specifica usata come interpretazione definitiva per la stessa. Durante la fase di sviluppo è necessaria almeno un'implementazione relativamente affidabile di ogni interfaccia per scoprire errori o ambiguità nella specifica, e verificare il corretto funzionamento della suite di test.
Un'implementazione di riferimento può o non può essere un elemento di qualità nella produzione. Per esempio l'implementazione di riferimento Fraunhofer dello standard MP3 normalmente non è considerata favorevolmente rispetto alle altre comuni implementazioni, come LAME, nei test audio che determinano la qualità del suono.